# Ochromelinda eos
Ochromelinda eos är en tvåvingeart som beskrevs av Zumpt 1972. Ochromelinda eos ingår i släktet Ochromelinda och familjen spyflugor. Inga underarter finns listade i Catalogue of Life.